# Abuta aristeguietae
Abuta aristeguietae är en tvåhjärtbladig växtart som beskrevs av Krukoff och Barneby. Abuta aristeguietae ingår i släktet Abuta och familjen Menispermaceae. Inga underarter finns listade i Catalogue of Life.